# Buddhista elkötelezettség
A buddhista elkötelezettség a legtöbb buddhista számára a gyakorlatok fontos részét képezi. A burmai buddhista tanács szóvivője szerint a buddhista spirituális gyakorlatok iránti elkötelezettség a három drágaság iránti elkötelezettséget jelenti – Buddha, dharma és szangha. A buddhisták többségének a spirituális törekvései közé tartoznak bizonyos szertartások.
Példák az elkötelezettségi gyakorlatokra:
- Meghajlások:
  - Buddha szobrok előtt – a mahájána hagyományban több buddha és bódhiszattva előtt is.
  - egyházi felettesek előtt:
    - egy szerzetes (bhikkhu) egy másik szerzetes előtt, aki korábban nyert felvételt a rendhez
    - egy apáca (bhikkhuni) egy másik apáca előtt, aki korábban nyert felvételt a rendhez
    - egy apáca egy szerzetes előtt, a rendfelvétel dátumától függetlenül
    - egy világi személy egy szerzetes vagy egy apáca előtt
- Felajánlások: virág, tömjén, képek stb.
- Kántálás:
  - a három menedék
  - védelmező kántálások: a Szamjukt-ágamában Buddha egy költeményt és egy mantrát tanít a szerzeteseknek, amivel azok megvédhetik magukat a kígyómarástól. A vers elsősorban a minden érző lény felé mutatott szerető kedvességről, együttérzésről és erőszakmentességről szól. A kínai mantra szanszkritból lett átültetve. Ez az epizód nem található meg a Szamjutta-nikájában, ezért feltehetően csak a szarvásztiváda/vibhadzsjaváda szakadás után kerülhetett bele.[3] Choong Mun-keat. The Fundamental Teachings of Early Buddhism: A comparative study basted on the Sutranga portion of the Pali Samyutta-Nikaya and the Chinese Samyuktagama. Harrassowitz Verlag, Weisbaden (2000)[* 1]
  - a mahájána irányzatban mantrák és dháraník : ilyen a Szív szútra vagy az om mani padme hum
  - hódolat Amitábha Buddha előtt a Tiszta Föld buddhizmusban
  - hódolat a Lótusz szútra előtt a Nicsiren-buddhizmusban
- Zarándoklat:
  - a legtöbb tudós által elfogadott, korainak számító források szerint[4] Buddha, röviddel a halála előtt négy helyszínt ajánlott:
    - szülőhelyét (Lumbini, ma a nepáli Rummindei)
    - megvilágosodásának helyszínét (Bodh-Gaja)
    - első beszédének helyszínét (Váránaszi közelében)
    - halálának helyszínét (Kusínagar)

Később további helyszíneket adtak ezekhez, főleg olyan országokban, ahol az eredeti helyszínekhez történő zarándoklat rendkívül nehézkes lenne.
A buddhista elkötelezettség egyik fontos formája a legtöbb kínai szerzetes által gyakorolt Tiszta Föld buddhizmus, amelyet egyesek ötvöznek a kínai csan irányzattal (zen).